# Juan Rafael Elvira Quesada
Pour les articles homonymes, voir Quesada.
Juan Rafael Elvira Quesada, né le 11 avril 1958 à Uruapan, est un homme politique mexicain.
De 2006 à 2012, il est secrétaire de l'Environnement et des Ressources naturelles.